# Eszement játékok
Az Eszement játékok (eredeti címén: Brain Games) egy népszerű tudománnyal foglalkozó televíziós sorozat, amely a kognitív tudományt igyekszik bemutatni az illúziókra, kísérleti pszichológiára és az egyes józan ésszel ellentétes állítások valósságára történő fókuszálással. 
Az első évad – adásokban nem látható – narrátora Neil Patrick Harris volt, akit a második évadban Jason Silva váltott fel. Ő lett a műsorvezető és kiegészítő. Az első két évadban Apollo Robbins gyakori visszatérő vendége volt a sorozatnak.
A műsor interaktív: gyakran önkéntesekkel bátorítja a nézőket, hogy részt vegyenek a vizuális, hallási és egyéb kognitív kísérletekben, az "eszement játékokban", amelyek kiemelik a fontosabb előadott pontokat minden epizódban.
Az első, különleges (egy órás) részek bemutatói 2011-ben voltak az Egyesült Államokban, majd 2013-tól, a második évadtól vált a műsor epizódonként nagyjából 30 perces sorozattá.A 2013-as visszatéréssel és 1,5 millió nézővel beállította a legmagasabb nézőszámú National Geographic-sorozat premierének rekordját is.

## Stáb, szereplők
- Neil Patrick Harris: az 1. évad narrátora, aki nem látható az epizódokban
- Jason Silva: műsorvezető a 2. évadtól
- Apollo Robbins: művész, a "megtévesztés mestere" (1-2. évad)
- Eric LeClerc: bűvész
- Max Darvin: bűvész
- Ben Baily: humorista
- Shara Ashley Zeiger: előadó
- Bill Hobbs: író
- Jordan Hirsch: előadó
- Amanda Hirsch: előadó

## Évadok, epizódok
| Évad | Epizódok száma | Év   | Eredeti bemutató pontos dátuma |
| ---- | -------------- | ---- | ------------------------------ |
| 1.   | 3              | 2011 | október 9.                     |
| 2.   | 12             | 2013 | április 22.                    |
| 3.   | 10             | 2013 | november 11.                   |
| 4.   | 10             | 2014 | július 14.                     |
| 5.   | 10             | 2015 | január 19.                     |
| 6.   | 6              | 2015 | június 28.                     |
| 7.   | 6              | 2016 | február 14.                    |

## Díjak, elismerések
| Év   | Díjátadó           | Kategória                                   | Eredmény | Forrás |
| ---- | ------------------ | ------------------------------------------- | -------- | ------ |
| 2013 | Primetime Emmy-díj | Outstanding Informational Series or Special | Jelölve  | [ 3 ]  |
| 2015 | Imagen-díj         | Best Variety or Reality Show                | Jelölve  | [ 4 ]  |

## Fordítás
Ez a szócikk részben vagy egészben  a   Brain Games (National Geographic) című angol Wikipédia-szócikk fordításán alapul.  Az eredeti cikk szerkesztőit annak laptörténete sorolja fel. Ez a jelzés csupán a megfogalmazás eredetét és a szerzői jogokat jelzi, nem szolgál a cikkben szereplő információk forrásmegjelöléseként.